# Grabów nad Pilicą
Grabów nad Pilicą – wieś sołecka w Polsce położona w województwie mazowieckim, w powiecie kozienickim, w gminie Grabów nad Pilicą. Historycznie miejscowość ta jest wyznacznikiem Puszczy Kozienickiej wyznaczającej granicę Małopolski. Dawniej w województwie Sandomierskim, Kieleckim a do 1999 roku w Radomskim. 
Miejscowość jest siedzibą gminy Grabów nad Pilicą. Nazwa miejscowości pochodzi od drzewa – grab. Leży w odległości 6 km na południe od Pilicy przy trasie wojewódzkiej 730. Przez zachodnią część miejscowości przechodzi linia kolejowa 8 na której znajduje się przystanek Grabów nad Pilicą. Kościół neogotycki pod wezw. Św. Trójcy.
Działa Ochotnicza Straż Pożarna. Szkoła podstawowa i gimnazjum. Posiada biologiczną oczyszczalnię ścieków. Zachował się park dworski.
Wieś szlachecka Grabowo położona była w drugiej połowie XVI wieku w powiecie wareckim ziemi czerskiej województwa mazowieckiego.

## Historia
- W 1382 r. lokowano wieś Grabów na prawie chełmińskim. Była to osada leśna, jej mieszkańcy zajmowali się smolarstwem, wypalaniem węgla drzewnego oraz bartnictwem.
- W XVI wieku właścicielami wsi byli Grabowscy i Gwałowscy.
- W roku 1656 przez teren Grabowa przemaszerowały wojska Stefana Czarnieckiego.
- W XVIII wieku wieś była własnością Józefa Pułaskiego (ojca Kazimierza, Franciszka i Antoniego).
- 26 listopada 1743 w Grabowie urodził się Franciszek Ksawery Pułaski starszy brat Kazimierza Pułaskiego.
- W kościele w Grabowie znajduje się tablica pamiątkowa upamiętniająca chrzest bohatera Polski i Stanów Zjednoczonych Kazimierza Pułaskiego. Zgodnie z metryką chrztu odnalezioną po 1983 r. w księdze metrykalnej kościoła św. Krzyża w Warszawie w rzeczywistości chrzest miał miejsce w pałacu Potockich w Warszawie[8].
- Wieś zmieniała właścicieli wielokrotnie. Od XIX wieku właścicielami Grabowa byli Komorniccy. W 1876 r. urodziła się w Grabowie Maria Komornicka, poetka Młodej Polski (zmarła w 1948).
- W miejscu zniszczonego dworu Komornickich znajduje się obecnie szkoła podstawowa, a grobowiec tej rodziny stoi na miejscowym cmentarzu.
- Po III rozbiorze Polski w roku 1795 znalazła się w zaborze austriackim. W Grabowie była strażnica austriackiej straży granicznej (obecnie budynek Urzędu Gminy).
- W roku 1827 we wsi było 34 domy z 439 mieszkańcami. W roku 1867 we wsi jest 36 osad włościańskich o pow. 300 mórg.
- Po roku 1867 gmina Grabów miała obszar 24 000 mórg i 9 000 mieszkańców, kancelaria gminy znajdowała się w Bożem. Dobra Grabów składały się z 4 folwarków - 1. Grabów 2. Wola Grabowska 3. Cychry 4. Dębniak - folwark powstał po nowo wyciętym lesie.
- Wieś była terenem walk w 1863, 1914, 1939, 1944, 1945 roku.
- Cmentarz wojskowy z I wojny światowej ok. 700 żołnierzy (Niemcy, Rosjanie, Austriacy). Na tym cmentarzu jest też pomnik poświęcony mieszkańcom Grabowa walczącym z Rosjanami w latach 1918–1920.
- W roku 1929 Gmina Grabów nad Pilicą miała siedzibę w Bożem. We wsi była herbaciarnia, kowal, wiatrak
- 19 maja 1943 roku oddział Gwardii Ludowej Henryka Szostaka ps. "Rycerz" stoczył tu walkę z żandarmerią w celu odbicia aresztowanych 20 członków PPR. Podczas walki poległ m.in. Stanisław Lachtara ps. "Stach Łysy" - członek komitetu okręgowego PPR, szef sztabu okręgu GL w Radomiu[9]
- W czasie II wojny światowej wieś prawie całkowicie zniszczona, głównie w toku walk na przyczółku warecko-magnuszewskim
- Na cmentarzu rzymskokatolickim znajduje się mogiła 70 żołnierzy Wojska Polskiego poległych w 1944 w czasie walk na przyczółku warecko-magnuszewskim.
- W latach 1975–1998 miejscowość administracyjnie należała do województwa radomskiego.

## Parafia
Jedna z pierwszych pisanych wzmianek pochodzi z 1451 roku, kiedy to Kościół w Grabowie otrzymał dziesięcinę snopową ze wsi Brzozowica. Drewniany kościół spalił się w XVIII w. W roku 1776 nowy kościół wystawił Ignacy Walewski podkomorzy królewski, właściciel Grabowa.
Kościół neogotycki pw. Św. Trójcy wzniesiony został w latach 1903–1917 według projektu arch. Tomasza Pajzderskiego.
Parafia należy do dekanatu głowaczowskiego, diecezji radomskiej.

## Galeria zdjęć

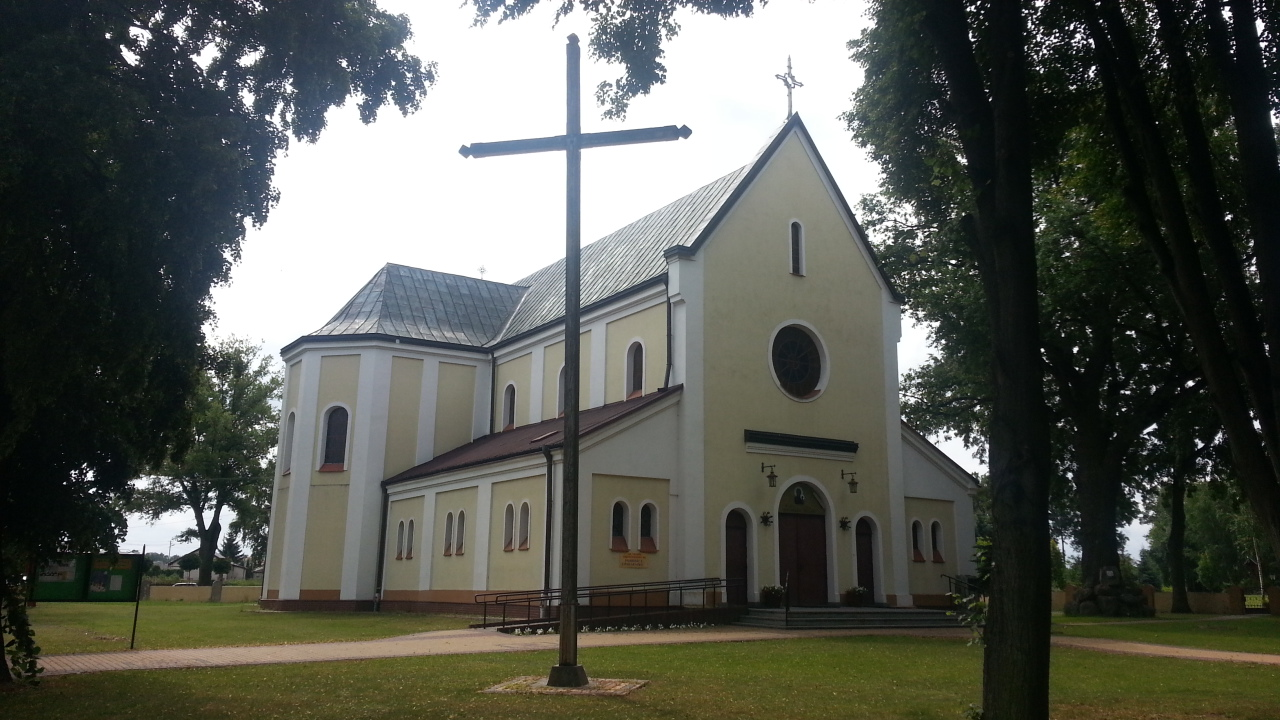
Neogotycki kościół św. Trójcy
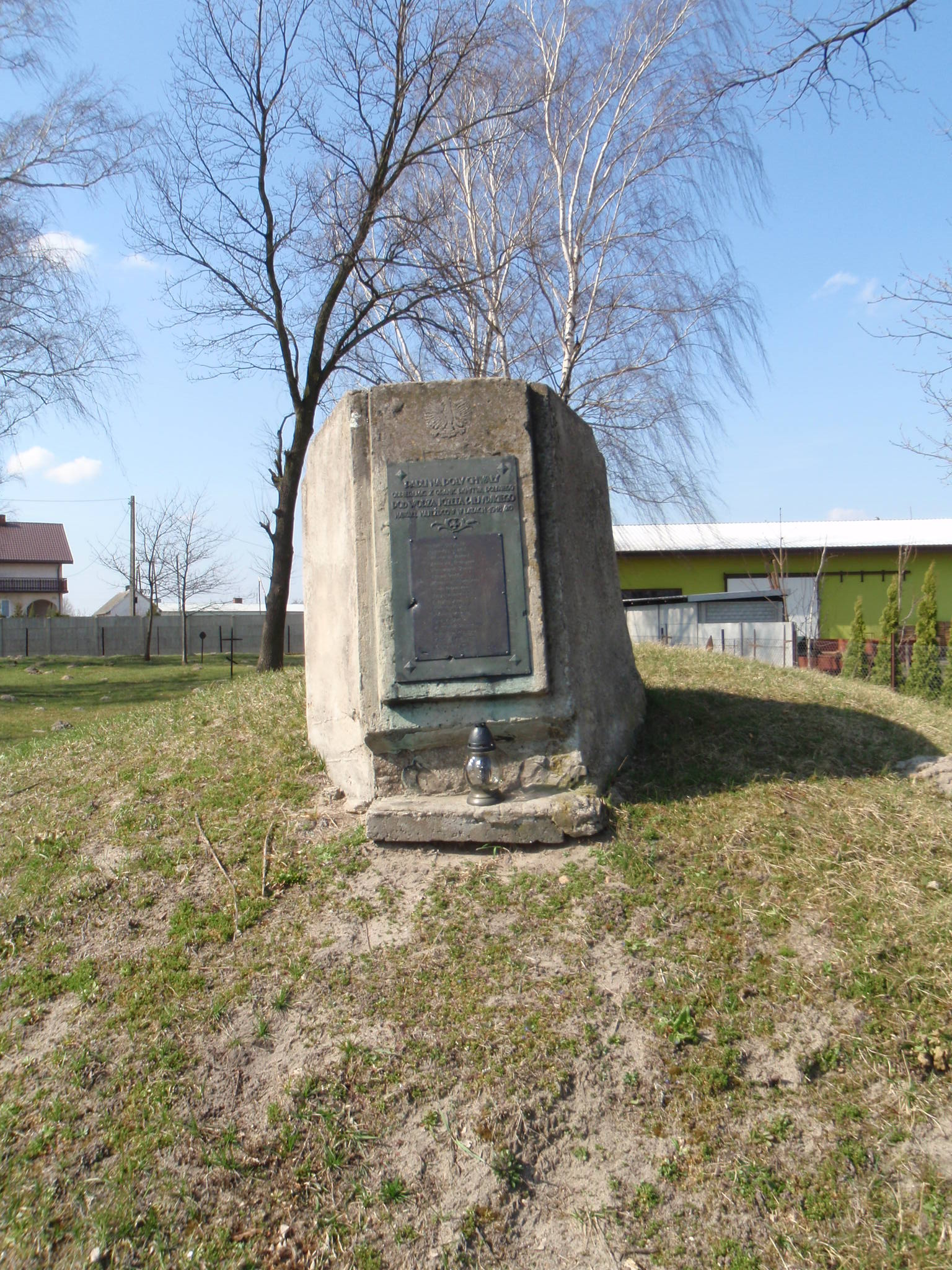
Pomnik na cmentarzu wojennym
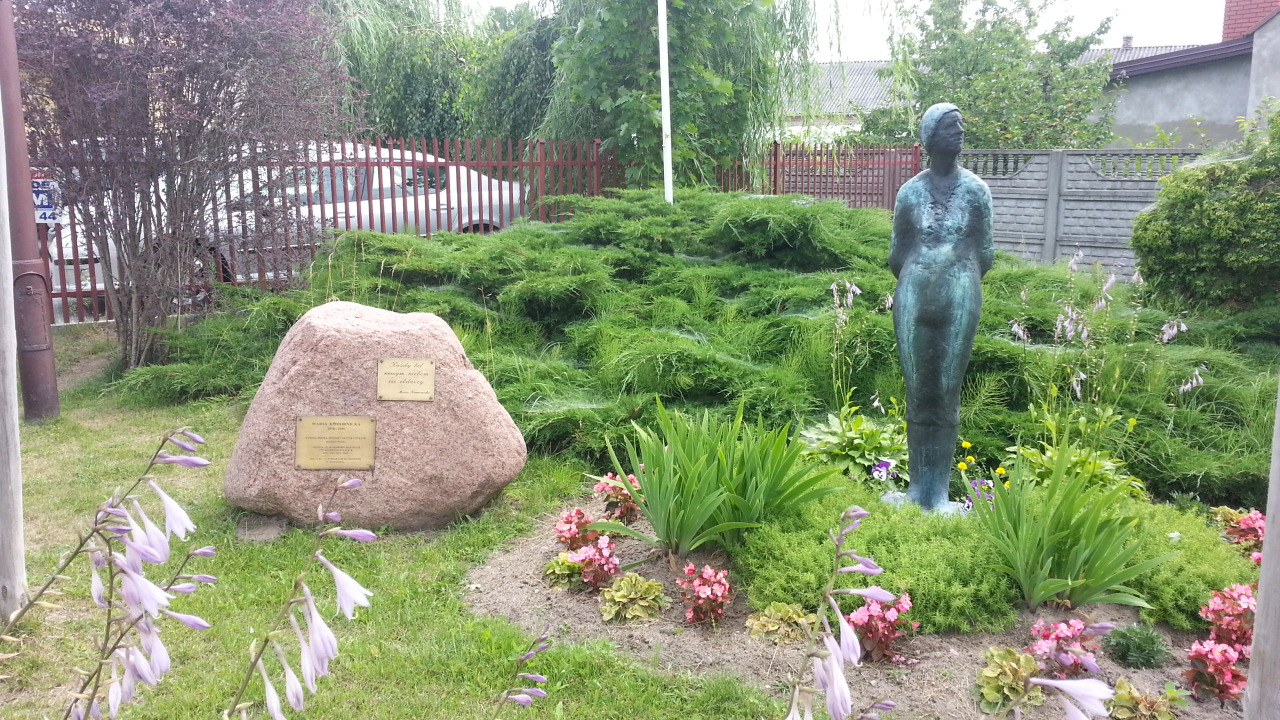
Pomnik Marii Komornickiej